# Isle of Man Steam Packet Company
Die Isle of Man Steam Packet Company ist eine Fährgesellschaft mit Sitz in Douglas auf der Isle of Man. Die Gesellschaft verbindet Douglas auf Isle of Man durch mehrere Passagier- und Frachtliniendiensten mit den Häfen Birkenhead, Heysham und Liverpool in Großbritannien, Belfast in Nordirland und Dublin in Irland. Eine herausragende historische Bedeutung hat die Isle of Man Steam Packet Company als älteste durchgehend betriebene Passagierreederei der Welt.

## Geschichte

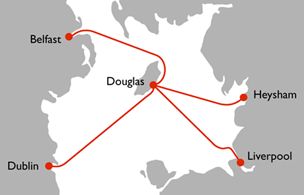
Liniennetz der Reederei

Die Isle of Man erhielt 1767 erstmals reguläre Fährverbindungen mit dem Festland. Die heutige Reederei Isle of Man Steam Packet Company wurde am 30. Juni 1830 unter dem Namen Mona’s Isle Company (benannt nach dem ersten Schiff der Reederei) als Konkurrenz zu den bestehenden Fährgesellschaften, insbesondere der St. George Steam Packet Company aus Liverpool gegründet. Der Fährdienst wurde bis heute durchgehend aufrechterhalten. 2006 erwarb die australische Investmentbank Macquarie Bank die Isle of Man Steam Packet Company für rund 225 Millionen Pfund.

## Flotte
- Ben-my-Chree (Autofähre)
- Manannan (Katamaran)
- Manxman (Autofähre)

Daneben werden Charterschiffe unterhalten.

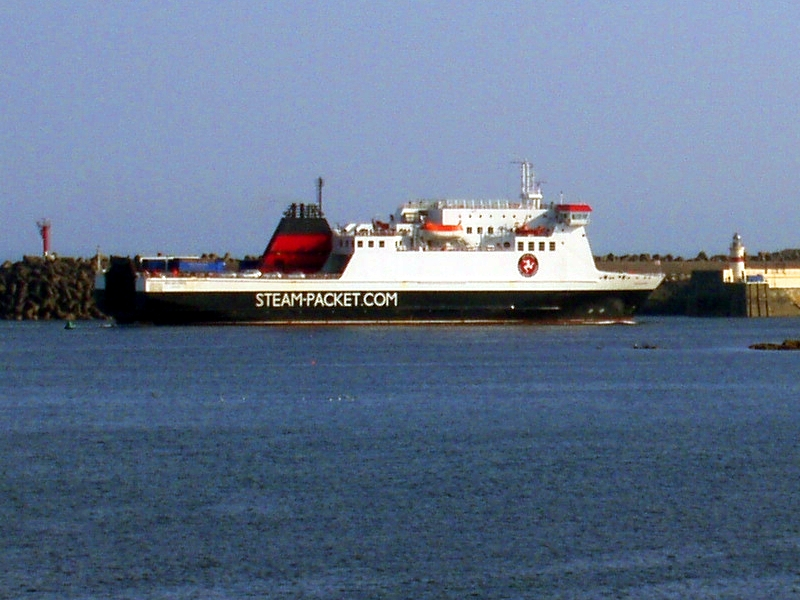
Ben-my-Chree
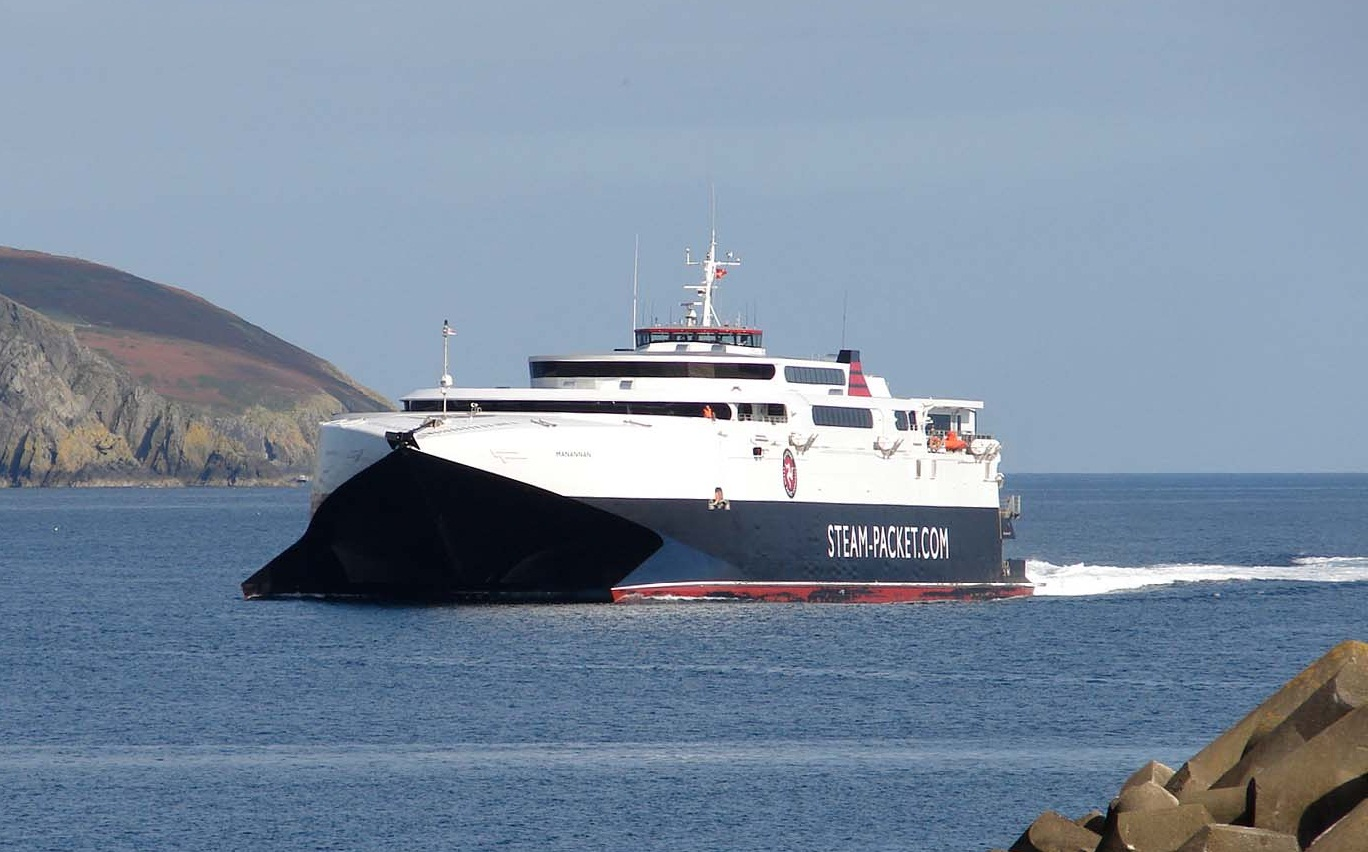
Manannan
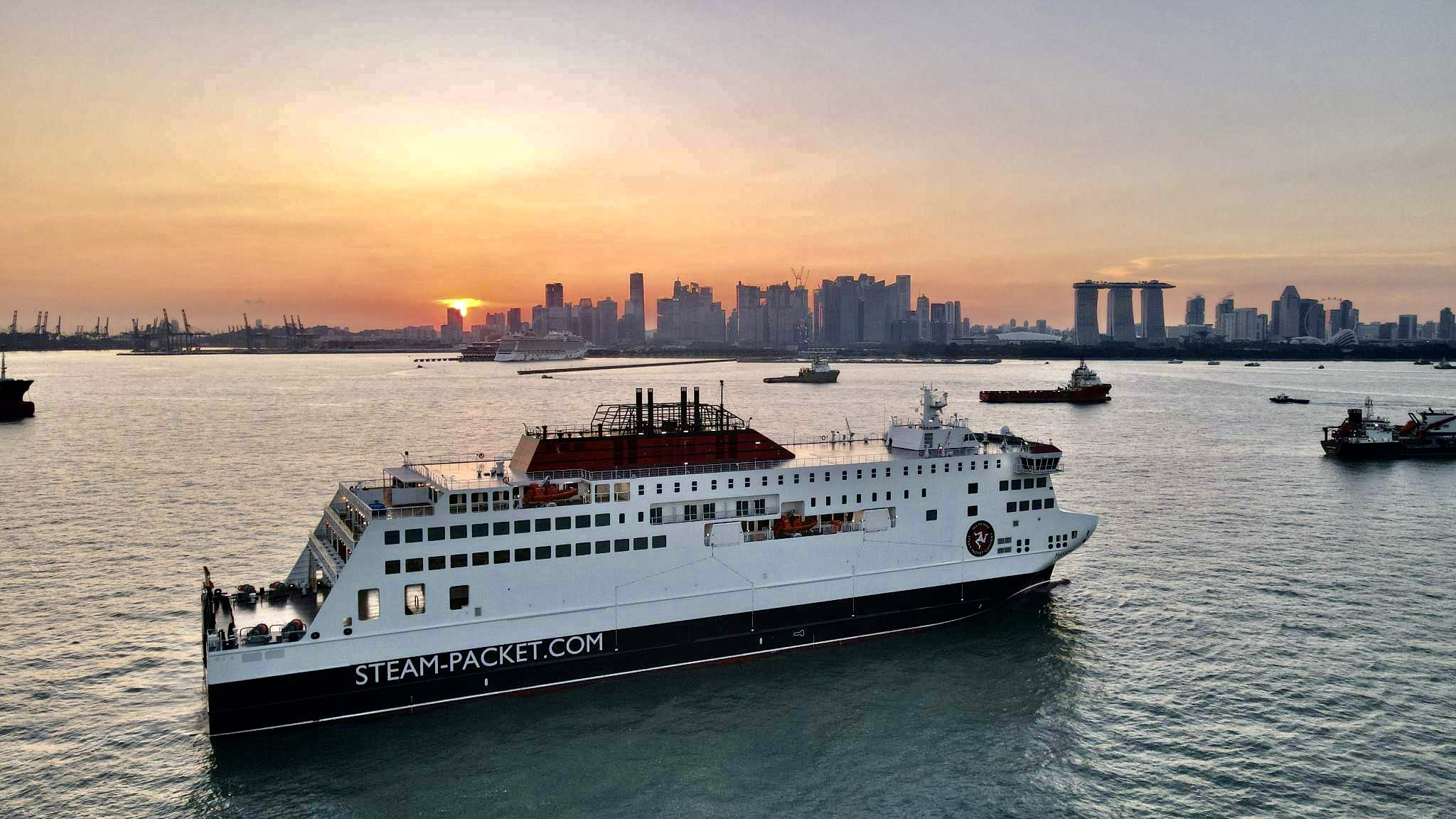
Manxman

## Ehemalige Schiffe (Auswahl)
- Ellan Vannin (1860–1909)
- Mona's Queen (1972–1995)
- Lady of Mann (1976–2005)
- Mona’s Isle (1985)
- King Ory (1990–1998)